# Baldauf László
Baldauf László (Budapest, 1941. november 6. –) magyar üzletember és milliárdos, a CBA élelmiszeripari üzletlánc alapítója és elnöke. Kb. 4 milliárd forintos vagyonával 2008-ban Magyarország 72. leggazdagabb embere.

## Életpályája
A budapesti Blaha Lujza téren éjjel-nappal nyitva tartó közértet működtetett, ebből fejlődött ki a CBA 1992-ben, amely az évek során Magyarország egyik legnagyobb élelmiszeripari áruházláncává nőtte ki magát, és több más európai országban is (Szlovákia, Csehország, Románia, Bulgária, Lengyelország és Szerbia) megvetette a lábát.

## Díjai, elismerései
- Báthory-díj (2007)[4]